# Philoponella alata
Espèce
Philoponella alata est une espèce d'araignées aranéomorphes de la famille des Uloboridae.

## Distribution
Cette espèce est endémique du Yunnan en Chine,.

## Description
Le mâle holotype mesure 4,25 mm et la femelle paratype 5,90 mm.

## Éthologie
C'est une araignée sociale.

## Publication originale
- Lin & Li, 2008 : Description of a new Philoponella species (Araneae, Uloboridae), the first record of social spiders from China. Acta Zootaxonomica Sinica, vol. 33, no 2, p. 260-263.